# Ischnopsyllus quintusetus
Ischnopsyllus quintusetus är en loppart som beskrevs av Xie Baoqi, Yang et Li Kueichen 1983. Ischnopsyllus quintusetus ingår i släktet Ischnopsyllus och familjen fladdermusloppor. Inga underarter finns listade i Catalogue of Life.